# Isidoro Sain
Isidoro Sain OSB (ur. 22 listopada 1869 w Dajli, zm. 28 stycznia 1932 w Rijece) – włoski duchowny rzymskokatolicki pochodzenia chorwackiego, benedyktyn, biskup rijecko-opatyjski.

## Biografia

### Młodość i prezbiteriat
Urodził się jako Mihovil Šain w rodzinie chorwackiej, jednak w dorosłym życiu się zitalianizował. Na starość przyznawał, że ma trudności w mówieniu językiem słowiańskim, który był używany w jego rodzinnym domu.
Kształcił się w klasztorze benedyktyńskim w pobliżu domu rodzinnego. 13 listopada 1884 wstąpił do opactwa benedyktyńskiego w Genui. 29 grudnia 1885 złożył pierwsze śluby. W zakonie przyjął imię Isidoro. Następnie studiował języki klasyczne, filozofię i teologię. Po zakończeniu studiów 11 czerwca 1892 z rąk emerytowanego biskupa chioskiego Cesare Fedele Abbatiego OFMRef przyjął święcenia prezbiteriatu i został kapłanem Zakonu Świętego Benedykta.
Następnie pracował jako nauczyciel. W 1908 został mistrzem nowicjatu. Był konsultantem kurii generalnej benedyktynów oraz administratorem opactw. We wrześniu 1919 wybrany wizytatorem Prowincji Włoskiej swojego zakonu i 27 listopada 1919 opatem Pragli, w pobliżu Padwy.

### Ordynariusz w Rijece
9 września 1922 Święta Kongregacja Konsystorialna mianowała go administratorem apostolskim Rijeki. W 1924 uregulował się status Rijeki (wł. Fiume), będącej od zakończenia wojny wolnym miastem i znalazła się ona w granicach Włoch. O. Sain rozpoczął wówczas trudne negocjacje z władzami kościelnymi i państwowymi w sprawie unormowania statusu kościelnego tych terenów i erygowaniu diecezji ze stolicą w Rijece. Zakończyły się one sukcesem 25 kwietnia 1925, gdy Pius XI erygował nową diecezję. O. Sain pozostał na stanowisku jej administratora do czasu mianowania biskupa.
21 czerwca 1926 papież Pius XI mianował go biskupem rijecko-opatyjskim. 8 sierpnia 1926 w katedrze w Rijece przyjął sakrę biskupią z rąk patriarchy Wenecji kard. Pietro La Fontaina. Współkonsekratorami byli były nuncjusz apostolski w Argentynie i w Paragwaju abp Beda Giovanni Cardinale OSB oraz arcybiskup Salerno Carlo Gregorio Maria Grasso OSB. Obaj współkonsekratorzy byli jego poprzednikami na stanowisku opata Pragli.
Podczas swoich rządów stworzył strukturę instytucji diecezjalnych, w tym seminarium duchowne. Erygował nowe parafie i budował kościoły. Znany był ze wspierania ubogich. Popierał italianizacje Istrii. Od 1924 kazania w Rijece były głoszone wyłącznie po włosku, natomiast na Riwierze Liburnijskiej kazania w języku chorwackim zanikły do 1931.